# بروس ويليام كوفمان
بروس ويليام كوفمان (بالإنجليزية: Bruce William Kauffman) هو قاضي ومحامي أمريكي، ولد في 1934 في اتلانتيك سيتي في الولايات المتحدة.